# Arcidiecéze Capua
Arcidiecéze Capua (latinsky Archidioecesis Capuana) je římskokatolická nemetropolitní arcidiecéze v Itálii, která je součástí neapolské církevní provincie, tvořící součást církevní oblasti Kampánie. Katedrálou je bazilika Nanebevzetí P. Marie v Capuji.

## Stručná historie
Tradice říká, že v Capuji existuje jedna z nejstarších diecézí v Itálii, která byla založena díky kázání apoštola Petra, který ustanovil biskupem svatého Priska. Prameny však mluví poprvé o biskupovi až v roce 313. Roku 966 byla Capua povýšena na metropolitní arcidiecézi, jejíž arcibiskup byl rozeným legátem. Postavení církevní metropole (nikoli však arcibiskupský titul) ztratila Capua až v roce 1979, kdy se stala sufragánní vůči neapolské arcidiecézi. Od roku 2023 je in persona episcopi sjednocena s diecézí casertskou.